# Антуан и Антуанетта
«Антуан и Антуанетта» (фр. Antoine et Antoinette) — французский кинофильм режиссёра Жака Беккера 1947 года.

## Сюжет
В пятницу вечером Антуан, типографский служащий, и Антуанетта, работница магазина на Елисейских полях, возвращаются с работы домой. Антуанетта подвергается постоянным домогательствам одного торговца, кроме того, пара постоянно испытывает материальные трудности. Всё это даёт им поводы для частых ссор. Но однажды их судьба делает резкий поворот: купленный Антуанеттой лотерейный билет оказывается выигрышным. За этим следует масса событий: потеря билета, его поиски, прогулка на лодке по озеру в Булонском лесу, игра в футбол в королевском парке…

## В ролях
- Роже Пиго — Антуан Мулен
- Клер Маффеи — Антуанетта Мулен
- Ноэль Роквер — месье Ролан
- Аннетта Пуавр — Жюльетта
- Жак Мейран — месье Барбело
- Жерар Ури — галантный клиент
- Шарль Камю — хозяин табачной лавки
- Луи де Фюнес — Эмиль, рабочий в магазине и гость на свадьбе
- Брижитт Обер — гостья на свадьбе (кинодебют)

## Награды
Каннский Кинофестиваль
- 1947: Премия за лучший психологический фильм о любви